# Senggigi
Senggigi est un village situé sur la côte occidentale de l’île indonésienne de Lombok, dans le district de Batu Layar du kabupaten de Lombok occidental, à environ 10 kilomètres au nord de la ville de Mataram.
Le village est éponyme du principal centre touristique de Lombok, promu dans les années 1990 comme devant être "la prochaine Bali". Il désigne désormais la zone côtière consistant en une plage de quelque 13 km de long allant de Senggigi proprement dit au village de Pemenang au nord.
Senggigi fut dans les années 1990 l’objet d’une frénésie de construction. Mais des violences "interreligieuses" survenues en 2000, puis l'attentat de Bali de 2002, se traduisirent par une chute du nombre de touristes venant à Senggigi.
Senggigi est également un point de débarquement pour des services de bateaux rapides depuis le port de Padang Bai à Bali. En outre, cette station balnéaire est située non loin de Bangsal, point d’embarquement pour les îles Gili.